# Protium bangii
Protium bangii är en tvåhjärtbladig växtart som beskrevs av Swart. Protium bangii ingår i släktet Protium och familjen Burseraceae. Inga underarter finns listade i Catalogue of Life.